# Cormobates leucophaea
Cormobates leucophaea е вид птица от семейство Climacteridae.

## Разпространение
Видът е разпространен в Австралия.